# Jauernick (Hochkirch)
Jauernick, sorbisch Jawornikⓘ, ist ein Ortsteil von Hochkirch im sächsischen Landkreis Bautzen. Das Dorf liegt im sorbischen Siedlungsgebiet der Oberlausitz.

## Geographie
Jauernick liegt in 340 Metern Höhe auf einer Wasserscheide am östlichen Fuß des Czornebohmassivs umgeben vom Richtersberg, Hochstein, Kuppritzer Berg und Pfaffenberg. Hier entspringen das Kuppritzer Wasser und das Buttermilchwasser mit seinem Quellbach Flößel. Durch Jauernick führt eine Passstraße von Plotzen über Lehn nach Kleindehsa. Das Kataster umfasst 45 Hektar.

## Geschichte
Der vom Wort „jawor“ (= Spitzahorn) abgeleitete Ortsname deutet auf eine slawische Gründung hin. Zwischen dem 10. und 12. Jahrhunderts soll sich hier eine slawische Burg befunden haben.
Die Ersterwähnung des Ortes „Jawirnig“ mit einem Untersassen und zwei Gütern erfolgte 1413 in einem Kaufvertrag zwischen dem Grundherrn auf Wuischke und dem Rat zu Löbau. Daraus geht hervor, dass der Ort bereits seit der Mitte des 14. Jahrhunderts der Löbauer Gerichtsbarkeit unterstand. Das 1241 in der Oberlausitzer Grenzurkunde aufgeführte „Jawornich“ bezieht sich auf Jauernick bei Görlitz. 

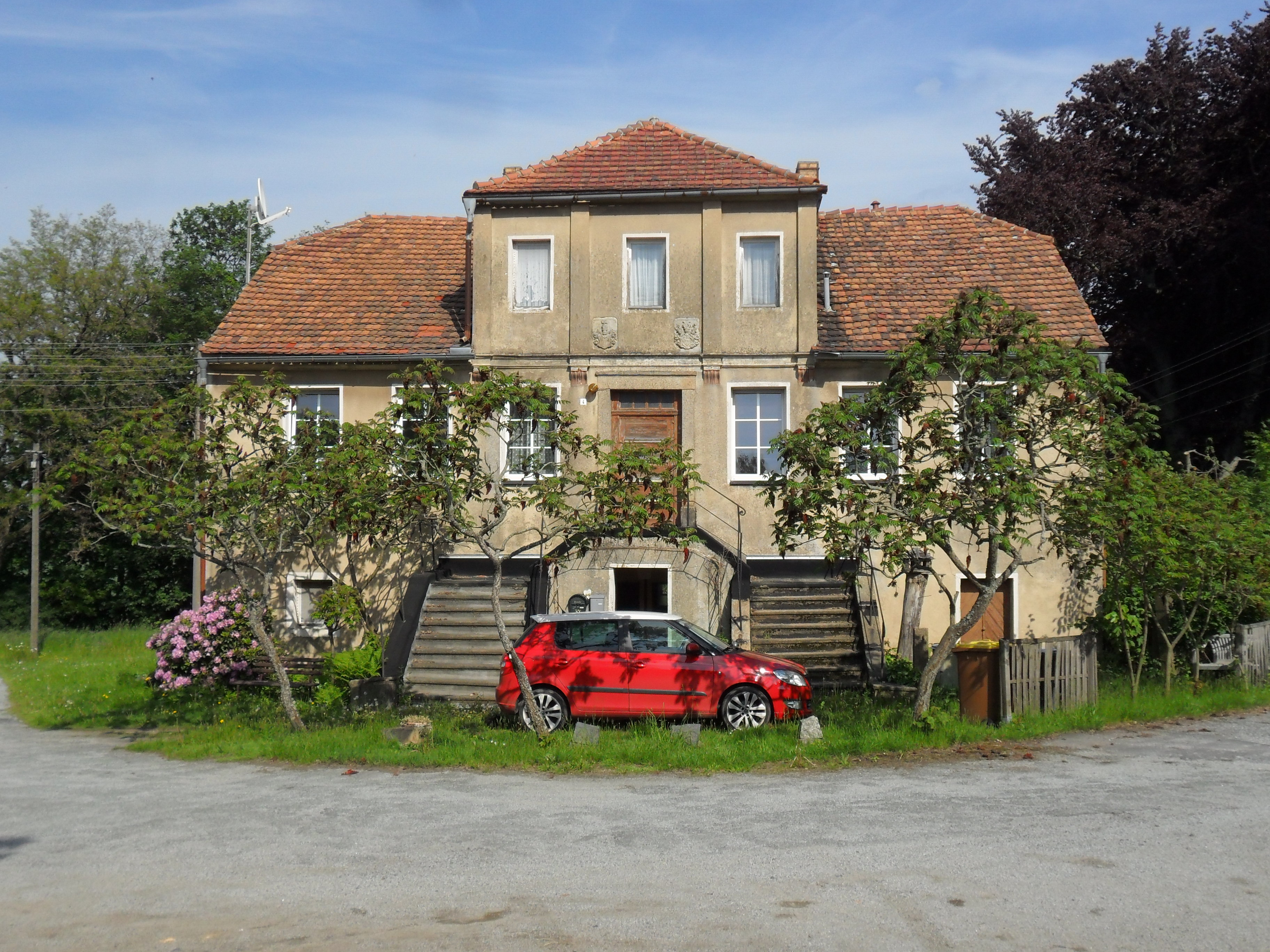
Herrenhaus

Das mit 45 ha relativ kleine Gut gehörte zumeist den Gutsherren auf Lehn. Seit der Mitte des 17. Jahrhunderts war Jauernick ein Rittergut. Besitzer des Gutes waren unter anderem von 1701 bis 1760 die Familie von Gersdorff und danach bis 1794 die Familie Prenzel. Im Jahr 1846 erwarb Johann Friedrich Hohlfeld das Gut. Zwischen 1909 und 1945 besaß die Familie von Craushaar das Gut. Als Teil der Gemeinde Plotzen wurde Jauernick 1952 dem Kreis Bautzen zugeordnet. 1997 erfolgte die Eingemeindung nach Hochkirch.

## Herrenhaus

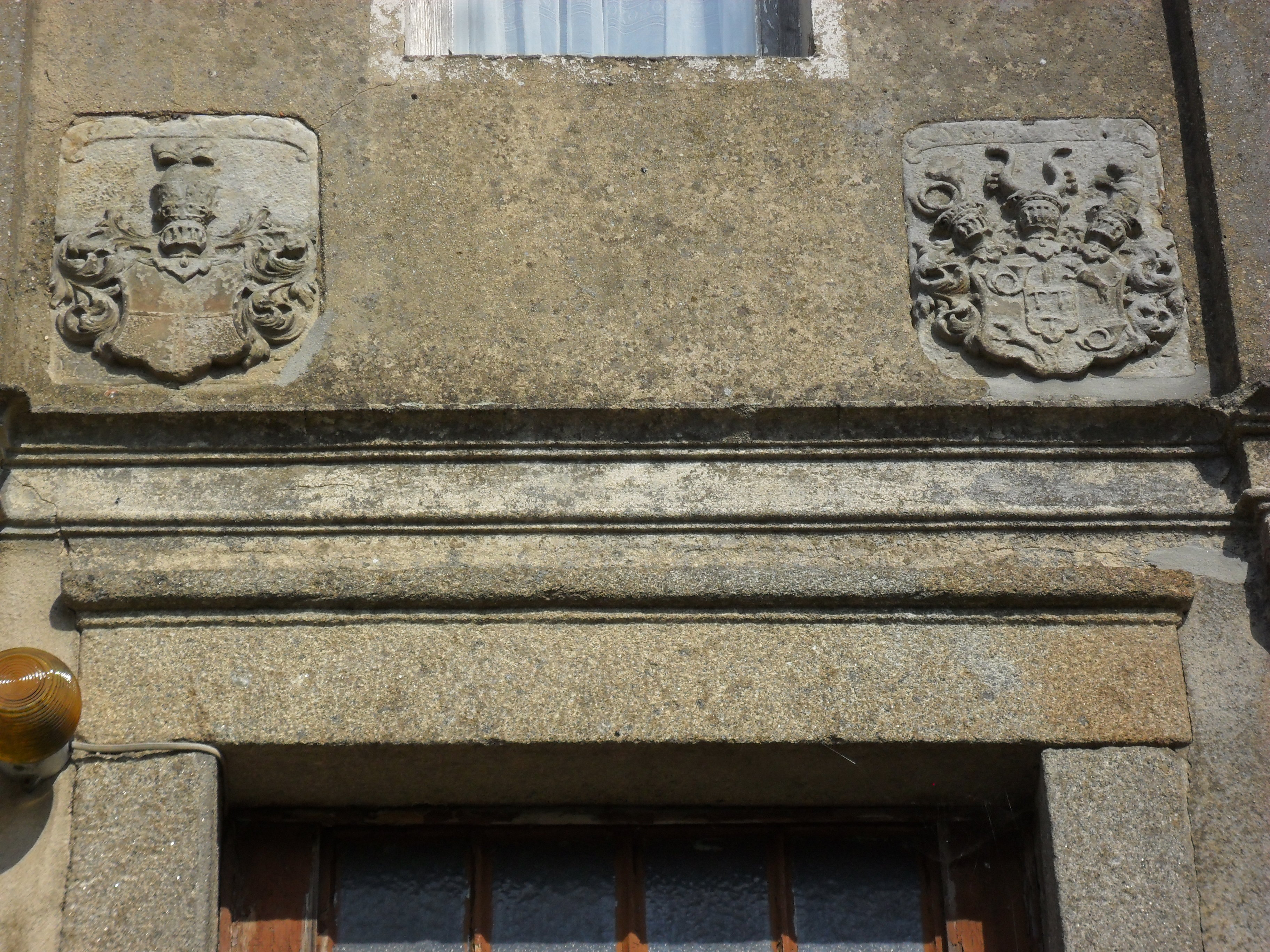
Zwei Wappen am Herrenhaus

An dem schlichten, 1737 von der Familie von Gersdorff errichteten Bau mit Obergeschoss und ausgebauten Dacherker befinden sich zwei sandsteinerne Wappen aus der Mitte des 18. Jahrhunderts. Am 13. Oktober 1758 richtete der österreichische Feldmarschall Daun vor der Schlacht bei Hochkirch im Herrenhaus sein Hauptquartier ein.
1909 ließ der Bautzener Kreishauptmann Georg von Craushaar im Gutspark eine Villa errichten, in der zu DDR-Zeiten ein Sonderkinderheim für Vorschulpflichtige eingerichtet wurde. 1945 wurde das Gut als Besitz des SS-Führers Harry von Craushaar enteignet. Das alte Herrenhaus dient heute als Wohngebäude. Am Rande des Gutsparkes steht ein steinernes Malteserkreuz aus dem 16. Jahrhundert, das sich bis 1900 auf einem Feldrain westlich des Gutes befunden hat.

## Bevölkerung
Für seine Statistik über die sorbische Bevölkerung in der Oberlausitz zählte Arnošt Muka in den 1880er Jahren vier Einwohner; alle von ihnen waren Sorben.